# Мурат Хан
Мурат хан (тур. Murat Han; 1. мај 1975) турски је филмски и позоришни глумац.
Активно је почео да се бави глумом од 2007. године, а прва улога му је била у серији Одаћу ти једну тајну, где је главну улогу.

## Филмографија
| Филмови    | Филмови              | Филмови | Филмови |
| Година     | Наслов               | Улога   | Епизода |
| ---------- | -------------------- | ------- | ------- |
| 2013–2014. | Одаћу ти једну тајну | Мехмет  | 29      |